# Hrabstwo Lyman
Hrabstwo Lyman (ang. Lyman County) – hrabstwo w stanie Dakota Południowa w Stanach Zjednoczonych. Obszar całkowity hrabstwa obejmuje powierzchnię 1707,06 mil² (4421,26 km²). Według szacunków United States Census Bureau w roku 2009 miało 3891 mieszkańców.
Hrabstwo powstało w 1873 roku. Na jego terenie znajdują się następujące gminy (townships): Butte, Dorman, Fairland, Pleasant, Pratt, Iona, Rex, Rose, Rowe, Sioux, Vivian.

## Miejscowości
- Kennebec
- Oacoma
- Presho
- Reliance

## CDP
- Lower Brule
- Vivian